# Левицкий, Эрнст Антон
Эрнст Антон Вильгельм Левицкий (нем. Ernst Anton Wilhelm Lewicki; 4 марта 1863, Ольтен — 28 октября 1937, Дрезден) — немецкий инженер-машиностроитель и музыковед.
Сын инженера-машиностроителя Леонидаса Левицкого, внук австрийского инженера-железнодорожника Антония Левицкого.
Окончил Дрезденский политехникум (1887). До 1893 г. работал на одном из городских чугунолитейных производств, затем до 1896 г. возглавлял конструкторское бюро машиностроительной фабрики C. Rost & Co. В 1896—1931 гг. работал в Дрезденском политехникуме, сперва как ассистент в машиностроительной лаборатории. В 1902 г. защитил диссертацию «Использование высокого перегрева в работе паровых турбин» (нем. Die Anwendung hoher Überhitzung beim Betrieb von Dampfturbinen).
Свободное от инженерных занятий время посвящал занятиям музыкой и, прежде всего, своему любимому композитору Вольфгангу Амадею Моцарту. Вместе с Алоисом Шмиттом основал в Дрездене Моцартовское общество и закончил незавершённую моцартовскую Мессу до минор KV 427.
Жена — Катарина Френкель, дочь дорожного инженера Вильгельма Френкеля. Сын — инженер-машиностроитель Эрнст Вольфганг Левицкий.